# 밀라노 칙령

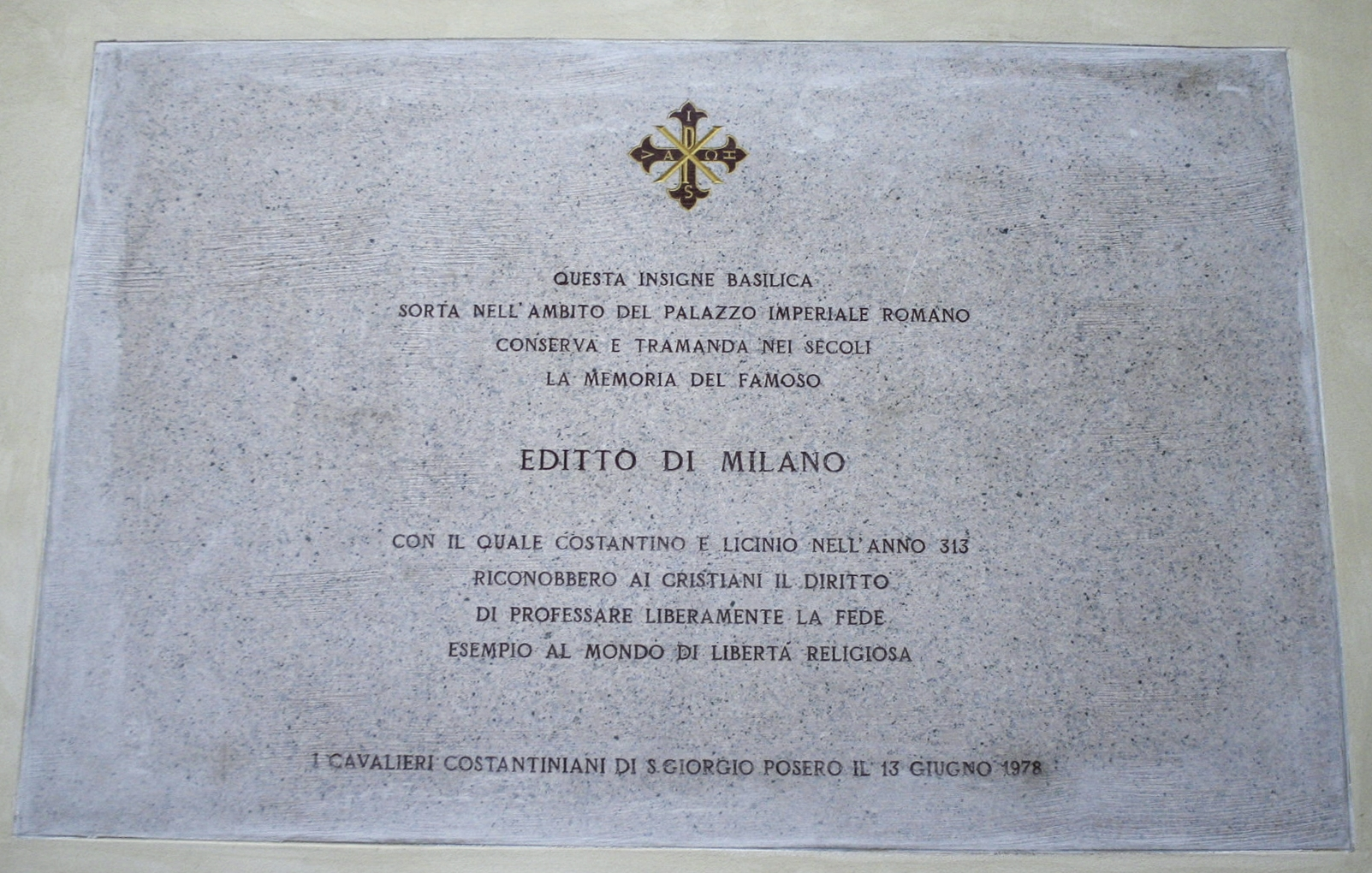
밀라노 로마 제국 궁전 유적 옆에 위치한 산 조르조 알 팔라초 교회에 있는 콘스탄티누스와 리키니우스가 회담을 갖고 협정을 맺은 것을 기념하는 기념비

밀라노 칙령(313년, 라틴어: Edictum Mediolanense, 영어: Edict of Milan)은 로마 황제였던 콘스탄티누스와  리키니우스가 사인한 칙령이다. 주된 내용은 종교에 관한 관용인데, 종교적인 예배나 제의에 대해 로마 제국이 중립적 입장을 취한다는 내용의 포고문이다. 이로써 로마 제국에서 신앙을 가지는 것, 특히 기독교 신앙을 핍박하던 입장에서 옹호하는 입장으로 돌아선 사건이다.

## 밀라노 칙령의 역사

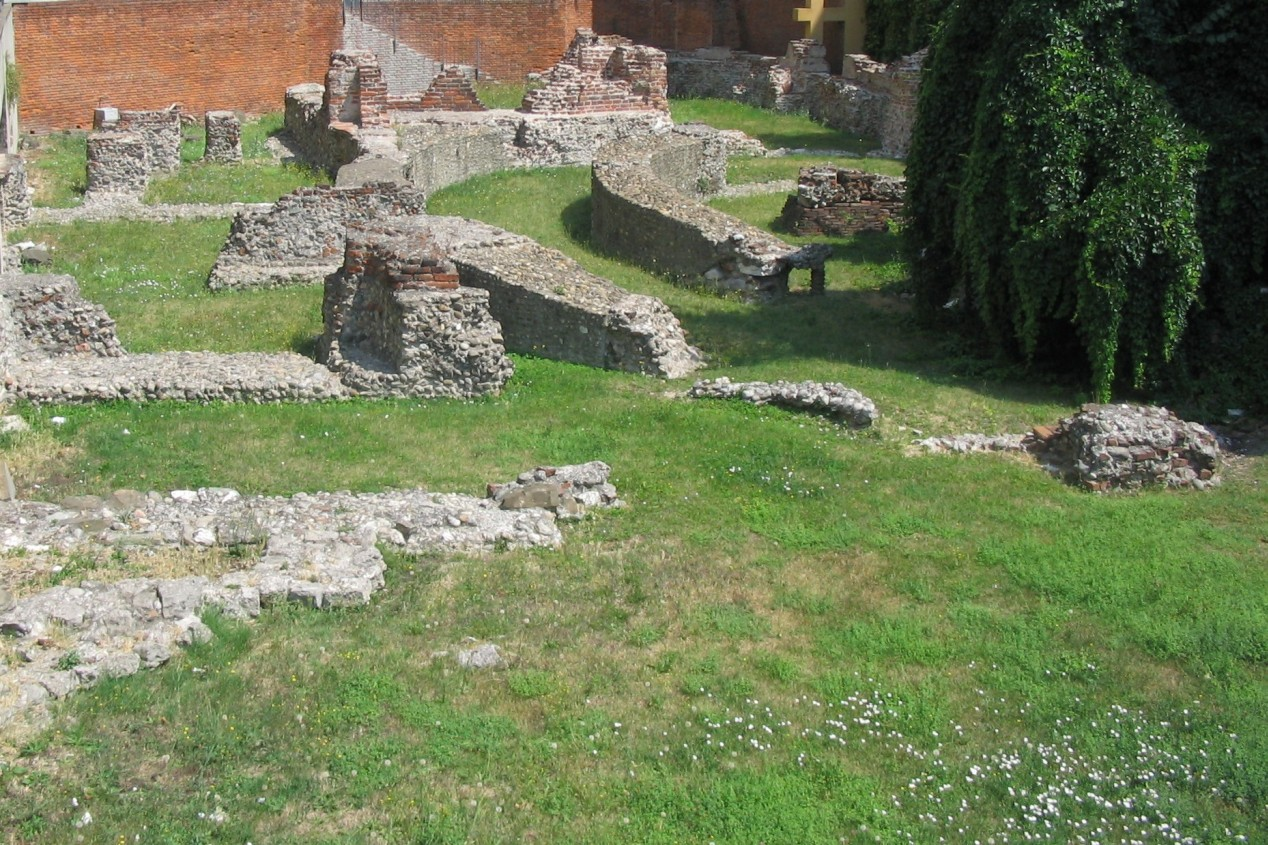
밀라노 황궁 유적지이다. 기독교 탄압으로 유명한 디오클레아누스 황제와 함께 통치했던 막시미아누스 황제에 의해 대부분 건설되었다. 여러 개의 복합 건물과 정원, 황제의 개인 숙소와 공적 업무를 위한 법정과 사무소 등이 있다.

밀라노 칙령은 로마 제국 서편을 관장하던 로마 황제 콘스탄티누스와 로마 제국 동편을 관장하던 리키니우스황제가 313년에 공표한 문서이다. 리키니우스 황제와 콘스탄티누스의 누이와의 결혼으로 밀라노에서 만난 상태였다. 로마 제국에서 기독교는 311년 리키니우스가 내린 칙령에 의해 이미 합법화되어 있었다. 그러나 이 밀라노 칙령은 311년의 칙령에서 한발 더 나아가 소극적 의미의 기독교 보호에서 적극적 의미의 기독교 보호 내지는 '장려'를 의미하게 되었다.
"그러므로, 우리도 자유를 가지고, 안전을 가지며, 우리의 공화국의 안녕을 위해, 우리의 연방이 모든 부분에서 손상되지 않고, 그들이 그들의 집에서 안전하게 살기 위해서 그들의 신에게 기도할 수 있어야 한다.
그리고, 밀라노 칙령은 기독교인의 교회나 재산을 몰수한 적이 있으면 돌려주라고 명시하였다:
"... 어떤 위협이나 사기 등을 통해 지불이나 대가 없이 몰수한 기독교인들의 재산은 모두 돌려줄 것이요..."

## 밀라노 칙령의 의의
밀라노 칙령으로 인해 기독교는 탄압받는 입장에서 로마 황제의 비호를 받는 입장으로 크게 격상되었으며, 콘스탄티누스는 기독교를 장려한 최초의 로마 황제가 되었다.

## 밀라노 칙령 관련 자료
현재 칙령 문서 자체는 내려오지 않으며, 금석문 형태로도 남아있지 않다. 락탄티우스의 '박해자의 최후(라틴어: De Moribus Persecutorum)'에 동방황제 리키니우스가 휘하의 총독들에게 보내는 공식 서한과 에우세비오(유세비우스)가 저술한 "교회사(그리스어: Ἐκκλησιαστικὴ ἱστορία)"에 기록되어 있다.